# Serafin (Stergiulis)
Serafin, imię świeckie Serafim Stergiulis (ur. 27 grudnia 1950 w Wragiana) – duchowny Greckiego Kościoła Prawosławnego, od 2005 metropolita Kithiry.

## Życiorys
W 1971 został wyświęcony na diakona. Święcenia kapłańskie przyjął w 1981. Chirotonię biskupią otrzymał 2 lipca 2005.